# Красненский сельский совет (Гусятинский район)
Красненский сельский совет (укр. Красненська сільська рада) — входит в состав
Гусятинского района
Тернопольской области
Украины.
Административный центр сельского совета находится в 
с. Красное.

## Населённые пункты совета
- с. Красное
- с. Козина
- с. Ставки